# Sausmarez Manor

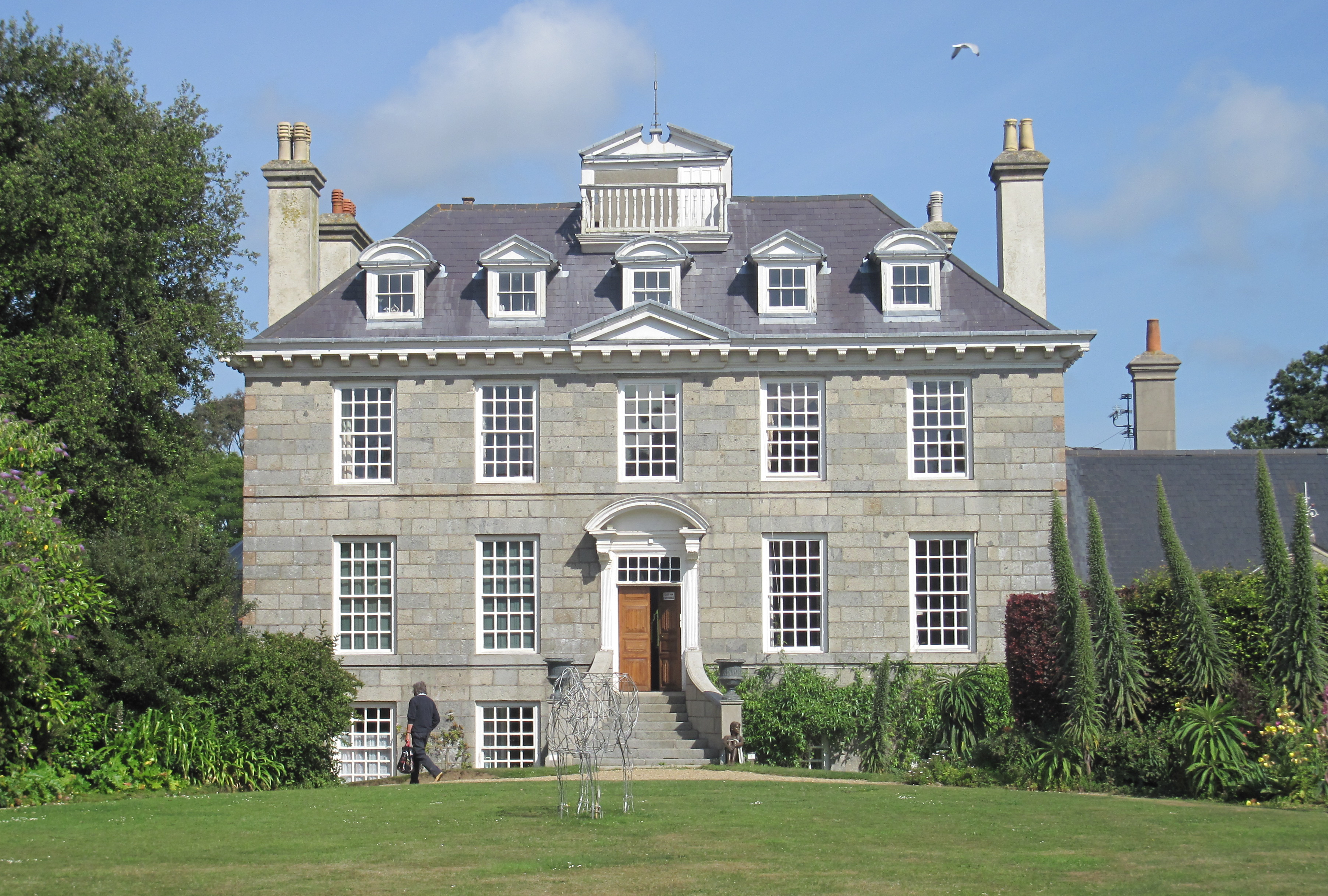
Sausmarez Manor

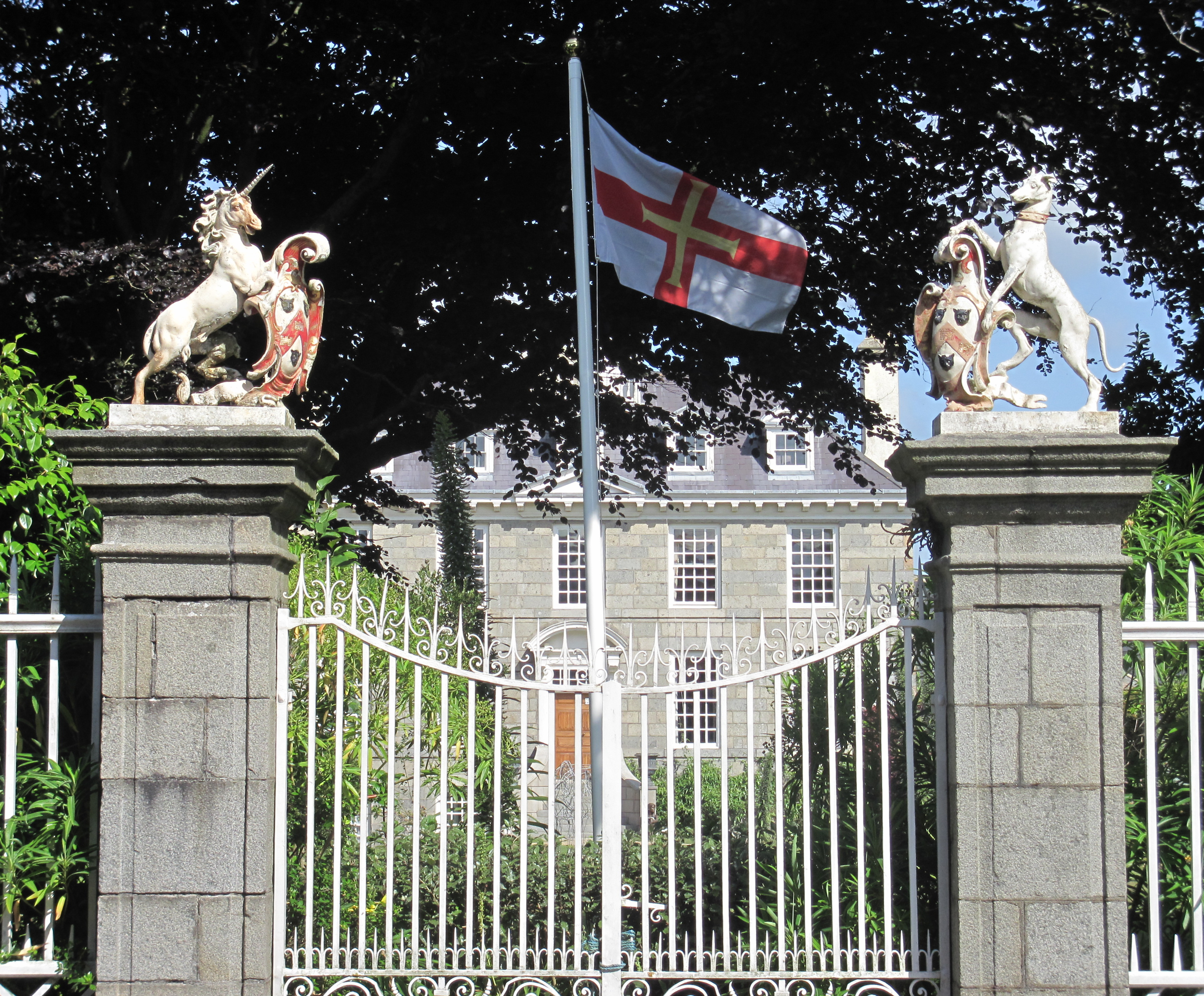
Toegangspoort

Sausmarez Manor is een historisch landhuis in Saint Martin op het eiland Guernsey. Het huis draagt de naam van de invloedrijke familie Sausmarez, die vanaf het midden van de dertiende eeuw op deze locatie bewoont. Van het oorspronkelijke huis is na talrijke verbouwingen niets meer over.
Rondom het landhuis bevinden zich subtropische tuinen waarin zich een beeldenroute bevindt. Langs deze route bevinden zich telkens zo'n 130 beelden van zowel lokale als internationale kunstenaars. De route wordt ieder jaar voorzien van grotendeels nieuwe werken en wordt dan medio mei heropend.